# Г'ю Скотт
Г'ю Доггетт Скотт-молодший (англ. Hugh Doggett Scott, Jr.; нар. 11 листопада 1900, Фредеріксбург, Вірджинія — пом. 21 липня 1994, Фолс-Черч, Вірджинія) — американський юрист і політик-республіканець. Він представляв штат Пенсільванія в обох палатах Конгресу США, спочатку у Палату представників з 1941 по 1945 і з 1947 по 1959, а потім у Сенаті з 1959 по 1977. Він був головою Національного комітету Республіканської партії з 1948 по 1949. У 1969 році він став республіканським організатором у Сенаті, лідер меншості у Сенаті з 1969 по 1977.
У 1922 році він отримав юридичний ступінь в Університеті Вірджинії, а потім почав кар'єру як адвокат у Філадельфії.
Скотт служив під час Другої світової війни у ВМС Сполучених Штатів і був призначений командувачем.
Скотт похований на Арлінгтонському цвинтарі.